# Такарели (Кјети)
Такарели (итал. Taccarelli) је насеље у Италији у округу Кјети, региону Абруцо.
Према процени из 2011. у насељу је живело 21 становника. Насеље се налази на надморској висини од 195 м.